# Сонголы
Сонго́лы или цонго́лы (самоназвание бур. Сонгоолнууд, монг. Цонгоолчууд) — этническая группа (род) бурятского народа.

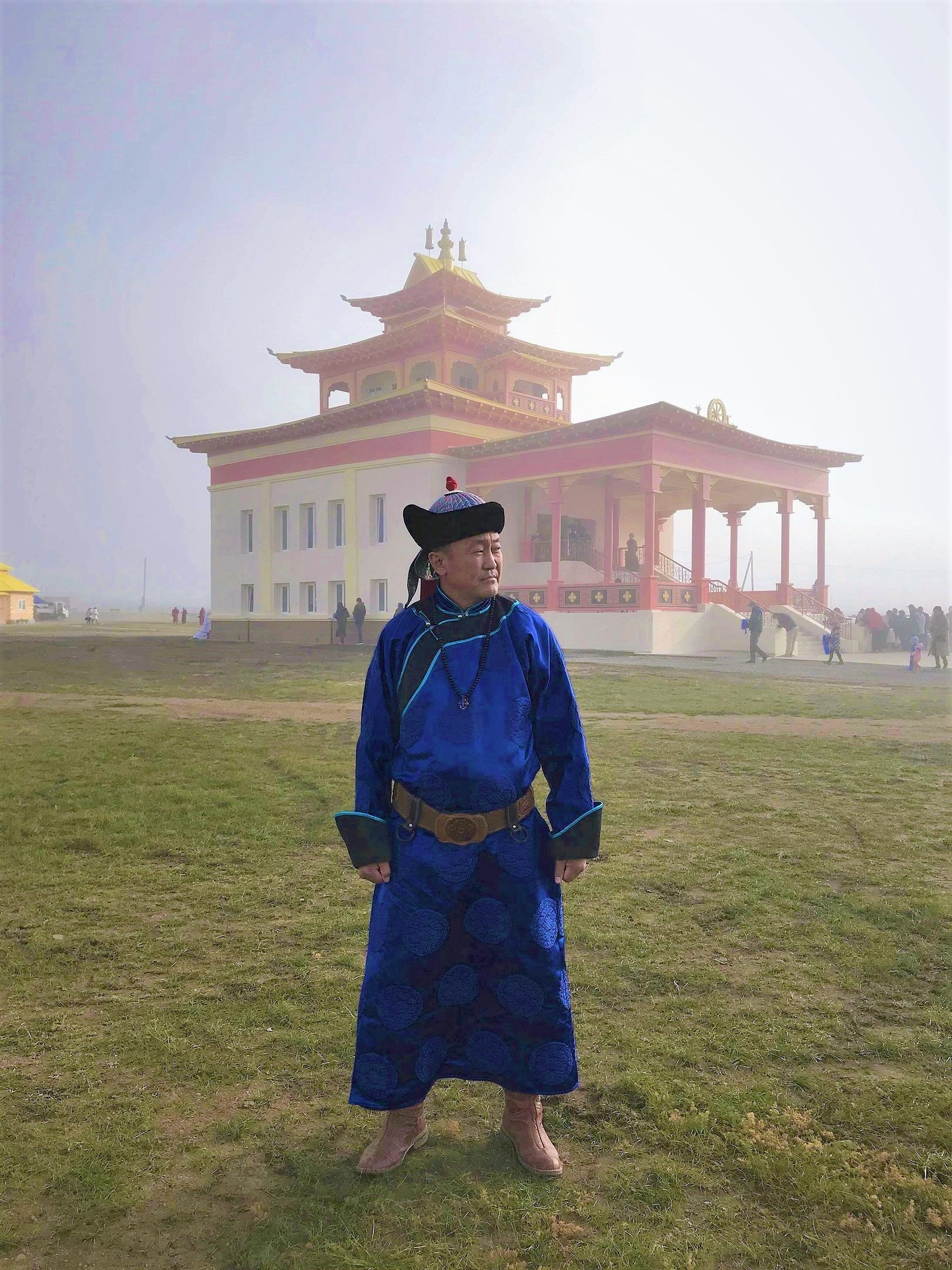
Представитель бурятского рода урянх-цонгол. Янгажинский дацан.

Сонголы проживают преимущественно в Селенгинском, Кяхтинском и Бичурском районах Республики Бурятия. В 1910—1920-е годы часть сонголов эмигрировала в северные аймаки Монголии.

## История
Изначально сонголами было принято считать потомков 150 воинов, вышедших с семьями из Южной Монголии в 1690-х годах под предводительством чингизида тайши Окина Хонтогорова, внука известного деятеля монгольской и тибетской политики первой половины XVII в. Цогто-тайджи, несогласного с подчинением Халха-Монголии власти Цинской империи. Позднее из сонголов и представителей разных бурятских и монгольских родов был сформирован Цонгольский административный род, хотя составившие его люди изначально принадлежали разным «костям»: авгад, юншооб, шарайд, найман, хорчид, уряанхаад и другим. Сонгольская родовая верхушка принадлежала разным ответвлениям рода борджигин.
После принятия российского подданства сонголы осуществляли пограничную стражу. В 1764 году был создан шестисотенный сонгольский казачий полк, и значительная часть сонголов перешла в казачье сословие.
Выходцем из сонгольского административного рода был буддийский деятель Дамба-Доржо Заяев, который стал первым официально утвержденным российскими властями Пандито Хамбо-ламой в 1764 году. Цонгольский дацан «Балдан Брэйбун» является одним из первых буддийских культовых сооружений среди бурят, получивших официальный статус в 1741 году, с 1764 года по 1783 год был резиденцией Пандито Хамбо-лам (Хамбын хурээ).
После административной реформы М. М. Сперанского в 1822 году была создана Цонгольская инородная управа, номинально подчиненная Селенгинской степной думе. Деятельность Цонгольской инородческой управы, как административного органа самоуправления, позже регламентировалась «Положением об инородцах», от 1892 года, по которому инородная управа состояла из головы, двух выборных, письмоводителя и его помощников.

## Сонгольские роды
Этнический состав сонголов столь же неоднороден, как и состав сартулов, табангутов. Кроме самих собственно сонголов (цонголов) в состав данной этнической группы входят следующие роды: урянхай (урянхад, урианхад), найман, цохор (цоохор), батод (баатуд), хотогойд, юншоб (юмшойбу, еншүүбү), номход, илджигид (илжигид, элджигид), урлуд (өрлүүд, урмуд), арабтан (аравтан, арбатан), арбанад, сартул (сартуул), харчид, оронгой, боленгод (боленгуд, болингууд), авгад (авгачуул), шарануд (шарнууд, шаранууд), омохон, шарайд, хорчид (вкл. амалайтан, настан, хурбэтэн), ашавгад (ашебагат) (вкл. сорьёл-ашебагат, буин-ашебагат), хамниган, аршаантан, ухин наймантан (үхён наймантан) (вкл. унагачитан, дагатан, дзабтан, бунитан, шара далайтан), тавнангууд, онгод, харнуд, амбагад, булган харнуд, жинхэнэ цонгол, эндзэ цонгол (эндзэтэн), очорцуудтан, самбилтан, наймантан, далайтан, дагачитан, хэрсутэн, ашаагат, тэмдэгтэн, табантан, табдайтан.
В составе хамниганского рода мунгал значится подразделение цонголир. В состав административного рода цонголов входили следующие десятки: Унигитуйский, Эдуйский, Ноехонский, Тагалцарский, Эдуйский, Харлунский, Киретуйский, Хамнигадайский.
Среди сонголов Монголии упоминаются роды: харануд сонгоол, узон сонгоол, сонгоол ястай, сонгоол буриад, тавангууд сонгоол, ашаавгад сонгоол (ашибагад сонгоол), сартуул сонгоол, хурумши сонгоол, атаган сонгоол. Известно, что цонголы (чонголы) в настоящее время также проживают на территории аймака Шилин-Гол Внутренней Монголии. В состав шира-югуров входит род джуныл (чоңыл, чуңыл), который отождествляется с сонголами.

## Сонгольский диалект
В современной бурятской филологии принято считать сонгольский говор частью селенгинского наречия бурятского языка. В то же время некоторые исследователи, преимущественно зарубежные, относят его (наряду с сартульским) к халха-монгольскому языку, поскольку он имеет с последним общее историческое происхождение и до настоящего времени сохраняет лексические и фонетические черты, резко отличающие его от других диалектов и говоров бурятского языка. Вместе с тем, сонгольский говор, несомненно, вобрал в себя много черт соседствующих с ним бурятских говоров, особенно в морфологии.
Часто сонголами считают всех «сакающих»/«цакающих» бурят Селенгинского (в основом, проживающих к югу от Гусиного озера), Кяхтинского и Бичурского районов. На самом деле большая их часть не является собственно сонголами, имея иную родовую принадлежность: хатагины, атаганы, табангуты, подгородный (тураевский) род, ашабагаты и другие выходцы из Предбайкалья и Монголии.

## Расселение сонголов
Исторический ареал расселения сонголов находится в основном на правом берегу нижнего течения реки Чикой. Сонголы проживают (составляют большинство бурятского населения) в Ноёхоне, Енхоре, Среднем Харлуне, Большом Луге, Хилгантуе, Мурочи.

## Выдающиеся сонголы
- Заяев Дамба-Даржа, первый Хамбо-лама
- Бадмажапов Цогто Гармаевич, общественный деятель Бурятии и Монголии
- Бямбын Ринчен, академик Академии наук МНР, ученый-востоковед, литератор, драматург
- Улымжиев Даши Батуевич, выдающийся советский и российский историк-монголовед
- Дашиев Арья Цыренович, советский и российский кинорежиссер, сценарист
- Дашийн Бямбасурэн, первый премьер-министр Монголии, избранный путём демократических выборов
- Санжиев, Буянто Сайнцакович, советский государственный и общественный деятель, историк, декан исторического факультета Иркутского государственного университета